# Саричев Гаврило Андрійович
Гаврило Андрійович Са́ричев — російський генерал-гідрограф, адмірал імператорського флоту, морський міністр і член Адміралтейств-колегії. Відомий як полярний дослідник, основоположник полярної археології та перший російський прозаїк- мариніст. Почесний член Петербурзької академії наук. На його честь названий вулкан Саричева.